# 高恒 (法学家)
高恒（1930年1月—2019年8月22日），湖北老河口（原光化县）人，中国法学家，中国社会科学院法学研究所研究员，中国社会科学院荣誉学部委员。

## 生平
1950年進入武汉大学法律系就讀，1955年畢業。1956年11月進入莫斯科國立大學法律系就讀，1961年畢業及取得副博士学位。1961年回中國，被分配到中國科學院哲学社会科学部（後改為中国社会科学院）法學研究所工作。1988年成為研究員。
2006年，他被獲選為中国社会科学院荣誉学部委员。2019年8月22日在北京逝世。